# Rebutia marsoneri
Rebutia marsoneri là một loài thực vật có hoa trong họ Cactaceae. Loài này được Werderm. miêu tả khoa học đầu tiên.

## Hình ảnh

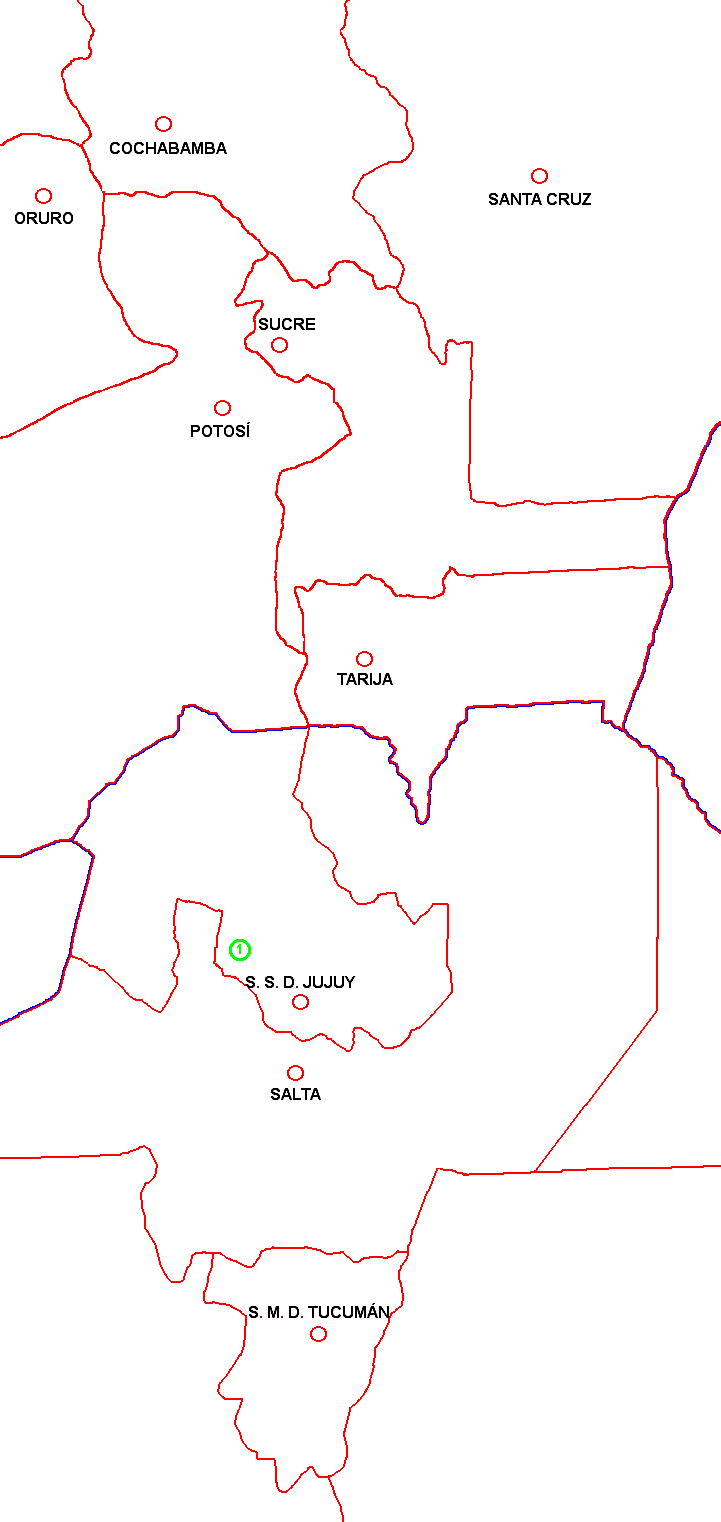
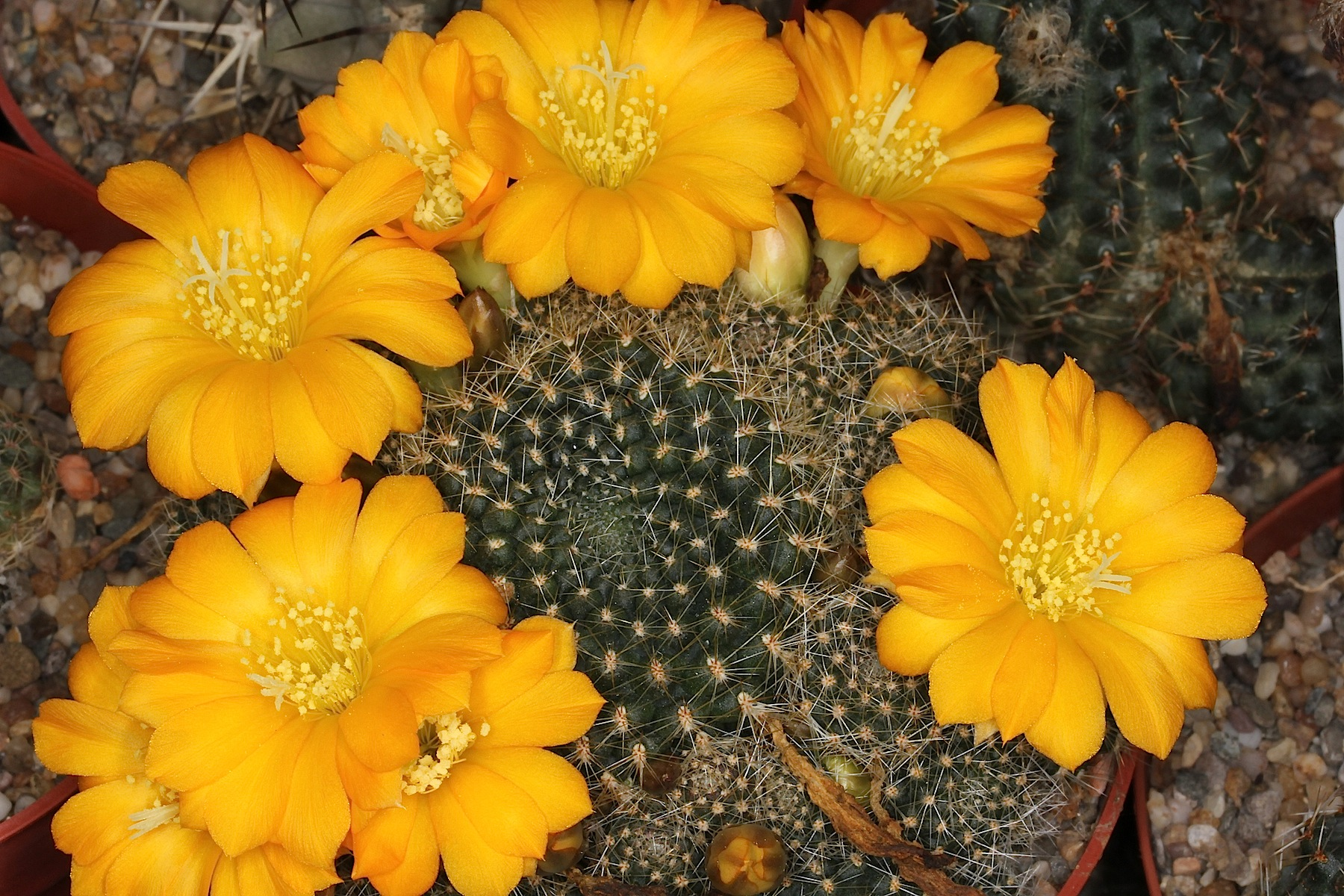
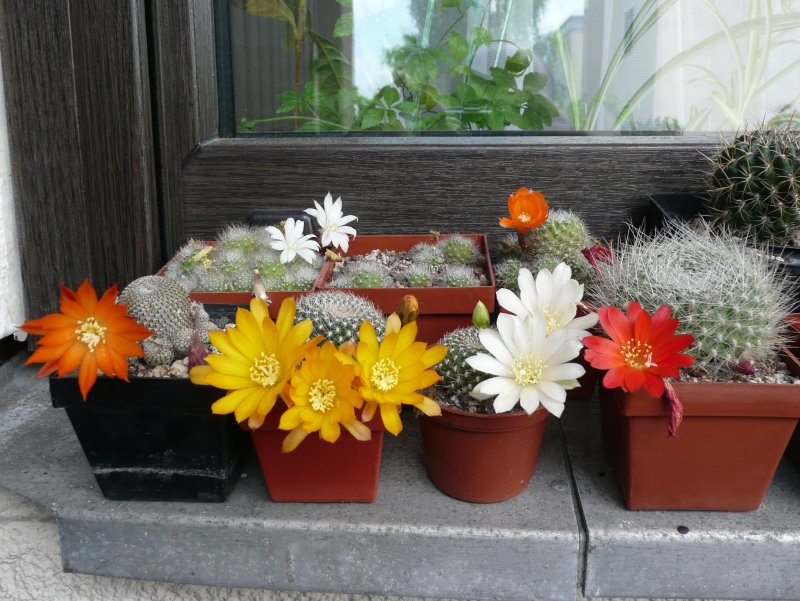
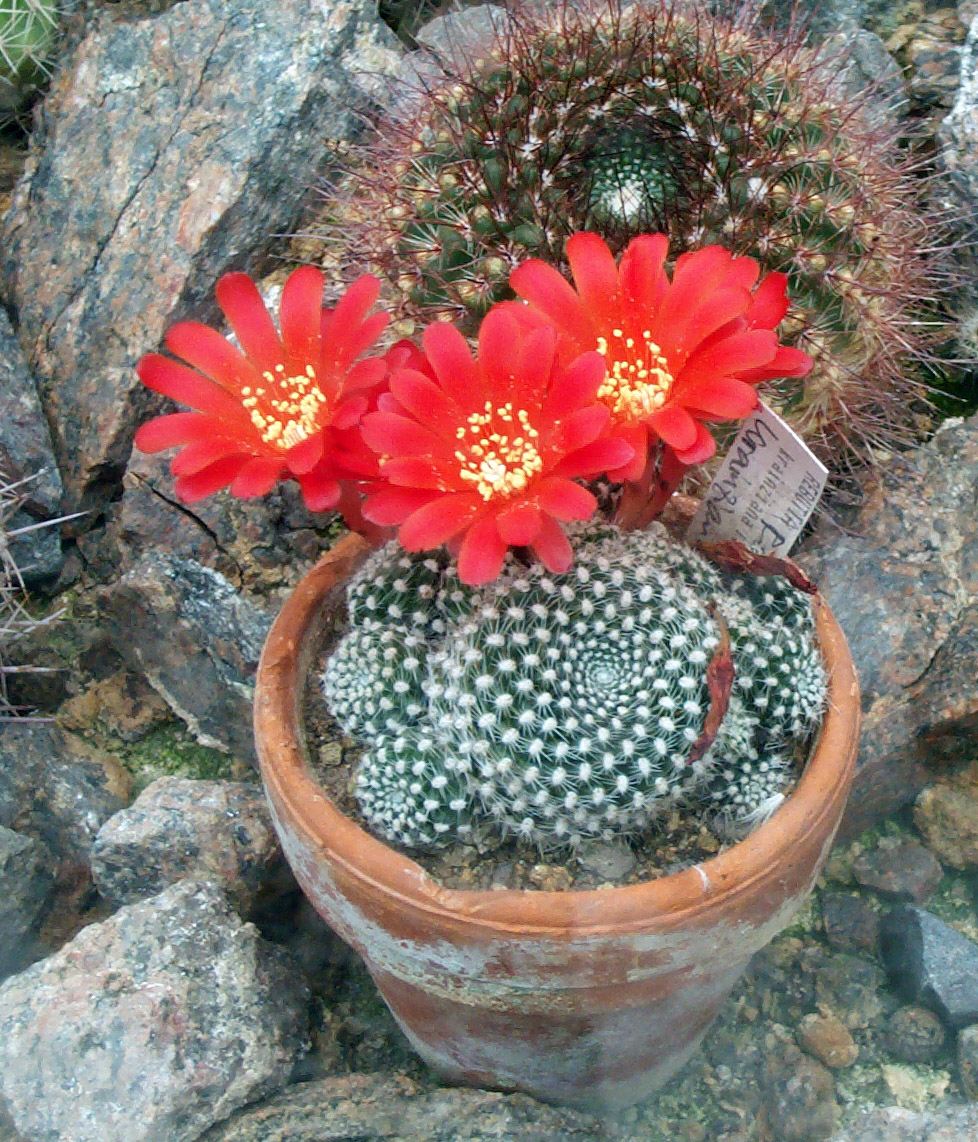